# Boletinellaceae
Boletinellaceae es una pequeña familia de hongos basidiomicetos, que se caracteriza porque sus individuos producen cuerpos fructíferos con pequeños poros en la parte inferior del sombrero en vez de láminas. Las especies pertenecientes a este taxón están clasificadas dentro del orden Boletales. Las investigaciones basadas en análisis de ADN denotan que las familias Boletinellaceae, Gyroporaceae y otros grupos están estrechamente relacionados con la familia Sclerodermataceae, clasificándose todas ellas en el suborden Sclerodermatineae.
La familia incluye a los géneros Boletinellus —que es el género tipo— y Phlebopus. Este último, que muestra una distribución gondwaniana, se encuentra en Australia, Sri Lanka y en algunos lugares más. A él pertenece la especie gigante Phlebopus marginatus, cuya seta puede alcanzar un metro de diámetro.